# Warrnambool
Warrnambool – miasto w stanie Wiktoria w Australii. W mieście kończy się popularna droga turystyczna Great Ocean Road. Warrnambool położone jest 265 km (3 godziny samochodem lub pociągiem) na zachód od Melbourne, jadąc drogą Princes Highway.
W okresie zimowym (lipiec, sierpień) w okolicy plaży Logan's Beach można oglądać wieloryby (wale biskajskie południowe), które przypływają co roku, aby w tym miejscu urodzić potomstwo. W skład miasta wchodzi wyspa Middle Island - wyspa pingwinów. Niegdyś pingwiny małe zamieszkiwały całe południowe wybrzeże Australii, m.in. również Middle Island. Lisy które ściągnięto na kontynent w XIX wieku, niemal całkowicie wytępiły populację pingwinów małych. W 2005 roku na Middle Island zliczono jedynie 10 sztuk tych ptaków. To, że po dziesięciu latach znów na wyspie mogą być ich setki, to tylko zasługa pewnego farmera Allan Marsha i jego psa Bena rasy owczarek maremma. Marsh dostał zgodę od państwowej agencji ochrony środowiska na i wyszkolił Bena, a właściwie jego córkę Oddball - do pilnowania kolonii pingwinów. Projekt się powiódł i dzisiaj pingwinia kolonia liczy nieco ponad 200 osobników, a ptaki nie są już zagrożone, choć nadal są pod ochroną.

## Linki zewnętrzne

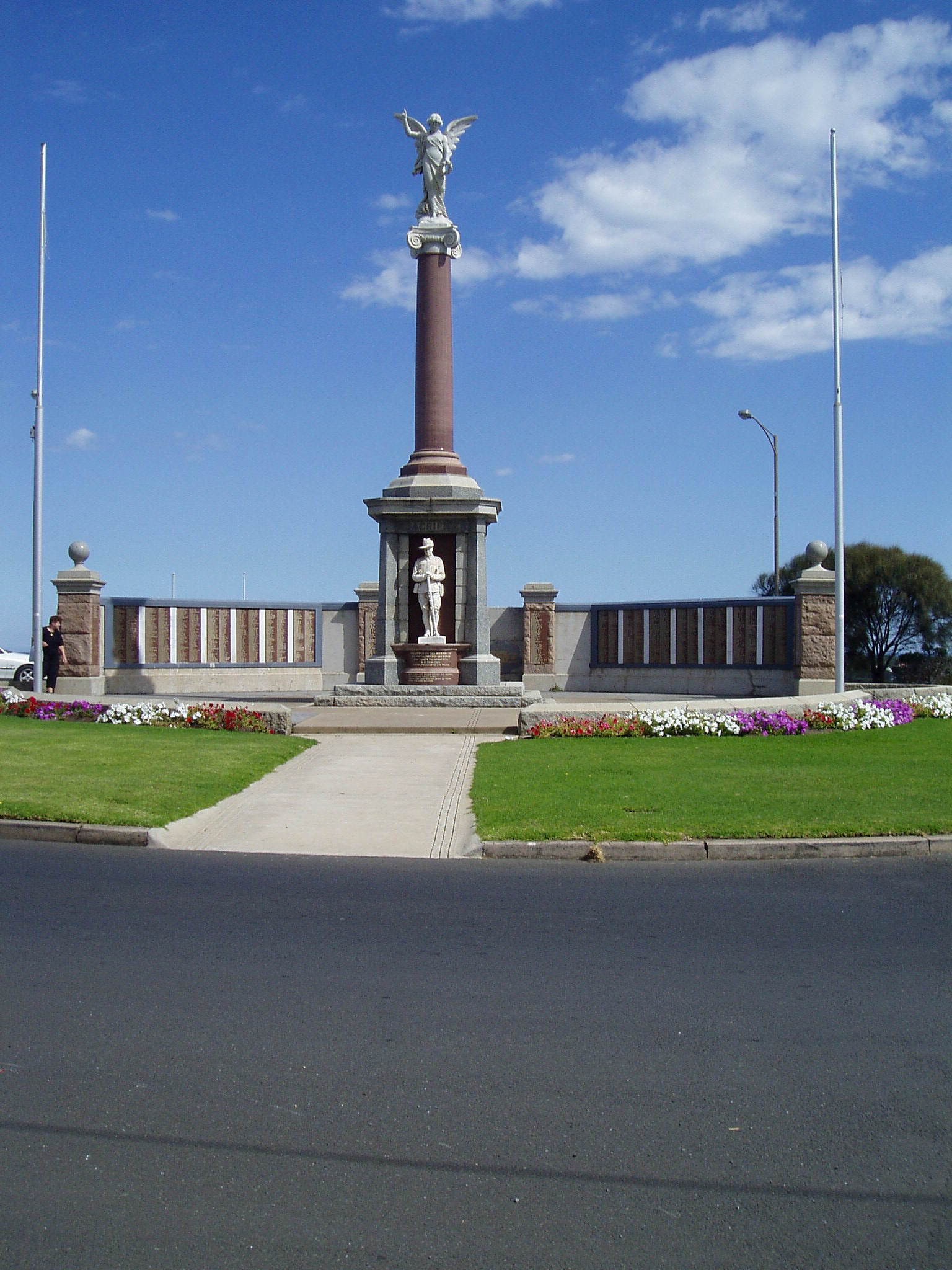
Pomnik ofiar wojny